# 音声反訳
音声反訳（おんせいはんやく）・音声の文字化とは、会議・講演・座談・対談などで録音された音声を、ただ機械的にテキスト化するのではなく、内容・使用目的・分野なども考慮して反訳（文字化）する作業である。多種多様な音声データの文書化には、反訳者の豊かな知識、技術とノウハウが必要とされる。

## 反訳者の仕事内容
音声ファイルを音声反訳ソフトに取り込み、音声データを再生。音声を聞き取りながら文字化する。反訳ソフトに付随する専用フットスイッチを使用して、効率よく作業を行う。座談会・会議等の場合、音声だけでは話者の声を聞き分けることが出来ないため、依頼者に発言メモ（会議スタートから会議終了まで、発言者の番号と話し始めの言葉を少し書いたもの）の作成をお願いする。メモがあれば、完成原稿に正しく発言者名を入れることが可能となる。

## 文章の整え方
反訳における文章の整え方は、それを何に使うのか目的によって変わる。
- 「逐語反訳」。登場人物の語り口や言葉癖を含め、正確に厳密に「聞こえたとおり」反訳する。
- 「ケバ取り反訳」。発言内容はカットせず、間合いをとる言葉などのケバ（無機能語）を省く。ダブリ（重複言葉）は削る。会話中、間違った言葉の後に正しい言葉が続いた場合、正しい言葉で文字化する。数字や固有名詞が間違っていた場合、正しく処理する。助詞（てにをは）の誤りを訂正・補完する。その場の雰囲気が伝わる仕上げで、「話したとおり」に反訳する。話された内容を確認したり、編集のための資料として使う場合に適している。
- 「整文反訳」。ケバやダブリは削る。明らかな間違いは訂正・補完する。適切な句読点を打つ。倒置は直す。センテンスを短くするために（文意を変えずに）語尾をつくる。以上の限定された範囲内で「発言の趣旨は絶対に変えない」ということに注意を払いながら、書き言葉風に文章を整え正確で読みやすい原稿を作るのが整文である。各種会議の会議録・議事録・報告書などを作成する場合に適している。
- 「編集反訳」。内容をカットせずに短くできる限界（ケバ取り字数の約７割程度）を目標に、話し言葉のムダをカットして簡潔にまとめる。発言内容のカットまで踏み込んだ字数指定の原稿作成や、小見出しの追加なども可能とするのが編集反訳である。

単に「音声反訳」といっても、逐語反訳から高度な整文まで、文章の整え方によってさまざまに変わる。そのときの身体の動きや笑い・声の調子など話し手の「気持ち」を酌み取りながら行うと、さらに良いとされる。
  → 「（株）アーク写本　文章の整え方」から一部引用

## 日本における音声文字化の推移
- 1875年 - （明治8）松島剛・畠山義成が日本語速記法の整備に着手する。
- 1882年 - （明治15）9月19日、田鎖綱紀氏が『時事新報』に、グラハム式の英語速記法を日本語の速記に翻案した「日本傍聴記録法」を発表。同年10月28日、日本傍聴筆記法講習会を開設。田鎖式速記の指導を開始する。
- 1890年 - （明治23）帝国議会が開設。議会開設後の第一議会から発言が速記録される。
- 1933年 - （昭和8）ドイツの電機メーカーAEGがテープレコーダーを開発。「マグネトフォン（Magnetophon）」名で発売。
- 1942年 - 衆議院式標準符号が定められる。
- 1950年 - 戦後、東京通信工業（ソニー）が日本初のオープンリール式「テープレコーダーG型」を発表。
- 1951年 - 髙橋鐵雄氏（写言堂）がG型を購入。埼玉県議会を録音、カナタイプ―モノタイプで速記録を作成。
- 1956年 - 藤村勝巳氏が連合通信社デスクとして大阪からの電話送稿を東京で復唱録音、音声の文字化を行う。
- 1963年 - 田鎖式速記者の渡辺博史氏が事務所を設立（後のテープリライト社）、発売されたばかりのテープレコーダーを業務に導入。録音された音声を文字化する手法を開発する。
- 1965年 - フィリップスが、互換性厳守を条件にカセットテープのパテントを全世界に無償公開。
- 1973年 - 藤村勝巳氏（テープリライト社）が、話し言葉と書き言葉の違いを前提にしたテープ起こし原稿の作成を提唱、初めて「テープ起こし」の呼称を用いる。
- 1978年 - 日本語ワードプロセッサ「JW-10」が東芝から発売。トランスクライバー（カセットテープ再生専用機・ソニー「BM-76」など）が普及。
- 1996年 - （平成8）最高裁事務局の指導により、ソクタイプ方式だった全国の裁判記録をテープ起こしに変更。
- 1998年 - ICレコーダーが各社一斉に発売される。その後、米国・欧州ではICレコーダーで録音された音声ファイルを各レコーダーメーカーの音声反訳ソフトに取り込み、付随する専用フットスイッチの使用で音声反訳（トランスクリプション）作業の効率化が可能になる。
- 2004年 -アーク写本社が、日本未発売のパソコン用USBフットスイッチ（OLYMPUS Foot Switch RS-23・RS-25）を米国より取り寄せ動作確認を行う。音声反訳用として輸入、業務に導入する。
- 2009年 - （平成21）国会・参議院において、議事録の作成を「手書き速記」から音声聴取によるパソコン入力に変更。120年に及ぶ速記による議事録作成に終止符が打たれる。

  → 「日本速記協会　日本の速記」から一部引用
  → 「テープリライト（株）　企業ヒストリー」から一部引用